# Araponga
Araponga là một đô thị thuộc bang Minas Gerais, Brasil. Đô thị này có diện tích 304,421 km², dân số năm 2007 là 8029 người, mật độ 26,1 người/km².